# Municipio de Gaines (condado de Genesee)
El municipio de Gaines (en inglés: Gaines Township) es un municipio ubicado en el condado de Genesee en el estado estadounidense de Míchigan. En el año 2010 tenía una población de 6820 habitantes y una densidad poblacional de 74,74 personas por km².

## Geografía
El municipio de Gaines se encuentra ubicado en las coordenadas 42°54′20″N 83°52′48″O / 42.90556, -83.88000. Según la Oficina del Censo de los Estados Unidos, el municipio tiene una superficie total de 91.25 km², de la cual 90,9 km² corresponden a tierra firme y (0,39 %) 0,35 km² es agua.

## Demografía
Según el censo de 2010, había 6820 personas residiendo en el municipio de Gaines. La densidad de población era de 74,74 hab./km². De los 6820 habitantes, el municipio de Gaines estaba compuesto por el 96,92 % blancos, el 0,85 % eran afroamericanos, el 0,59 % eran amerindios, el 0,18 % eran asiáticos, el 0,22 % eran de otras razas y el 1,25 % eran de una mezcla de razas. Del total de la población el 2,43 % eran hispanos o latinos de cualquier raza.